# チャールズミックス郡
座標: 北緯43度21分 西経98度59分 / 北緯43.350度 西経98.983度
チャールズミックス郡（英: Charles Mix County）は、アメリカ合衆国のサウスダコタ州にある郡。2000年時点の人口は9,350人で、郡庁所在地はレイクアンディーズ (Lake Andes)。

## 地理
アメリカ合衆国国勢調査局によると、この郡は総面積2,979 km2 (1,150 mi2) である。このうち2,843 km2 (1,098 mi2)が陸地で、136 km2 (53 mi2) が川や湖などの水地域である。総面積のうちの4.57%が水地域となっている。また、この郡は形がカリフォルニア州に似ていることで知られている。

### 郡区
この郡はキャステリア (Castelia) という非自治的領域と下記の24の郡区から成る。
| - ブライアン (Bryan) - キャロル (Carroll) - チョトークリーク (Choteau Creek) - ダーリントン (Darlington) - フォーブス (Forbes) - グースレイク (Goose Lake) - ハミルトン (Hamilton) - ハイランド (Highland) - ハワード (Howard) - ジャクソン (Jackson) - ケネディ (Kennedy) - ラローチ (La Roche) | - レイクジョージ (Lake George) - ローレンス (Lawrence) - ローンツリー (Lone Tree) - ムーア (Moore) - プラット (Platte) - プレーンセンター (Plain Center) - ローダ (Rhoda) - ロー (Roe) - ローズ (Rouse) - シグナル (Signal) - ワヘヘ (Waheheh) - ホワイトスワン (White Swan) |

### 幹線道路
- 国道18号線
- 国道281号線
- 州道44号線
- 州道45号線
- 州道46号線
- 州道50号線
- 州道1804号線

### 隣接する郡
- ブリュレ郡（北）
- オーロラ郡（北東）
- ダグラス郡（北東）
- ハッチンソン郡（東）
- バナム郡（東）
- ノックス郡 (ネブラスカ州)（南東）
- ボイド郡 (ネブラスカ州)（南西）
- グレゴリー郡（西）

### 国立保護区
- アンディーズ湖国立野生生物保護区
- ミズーリ国立レクリエーショナル河川（部分管轄）

## 人口動静

2000年国勢調査時の郡の人口ピラミッド

2000年の国勢調査によると、チャールズミックス郡には9,350人、3,343世帯、及び2,326家族が暮らしている。人口密度は3/km2 (8/mi2) で、1/km2 (4/mi2) の平均的な密度に3,853軒の住居が建っている。この郡の人種の構成は白人69.65%、黒人（アフリカ系アメリカ人）0.13%、先住民28.28%、アジア系0.10%、太平洋諸島系0.01%、その他の人種0.47%、および混血1.37%で、1.89%の人々がヒスパニックまたはラテン系である。郡の住民の23.9%がドイツ系、10.2%がチェコ系、10.1%がオランダ系、5.5%がノルウェー系移民の子孫である。
チャールズミックス郡に住む3,343世帯のうち、34.20%は18歳未満の子どもと暮らしており、53.10%は夫婦で生活している。11.70%は未婚の女性が世帯主であり、30.40%は家族以外の住人と同居している。28.30%は独居で、全世帯の15.10%は65歳以上の独居老人世帯である。1世帯あたりの平均人数は2.74人であり、家庭の場合は3.37人である。
郡の住民は32.00%が18歳未満の子どもで、18歳以上24歳以下が7.10%、25歳以上44歳以下が23.20%、45歳以上64歳以下が20.40%、および65歳以上が17.30%となっている。平均年齢は36歳である。女性100人に対して男性は96.60人いて、18歳以上の女性100人に対しては男性は94.10人いる。
郡の世帯ごとの平均収入は26,060米ドルで、家族ごとでは30,688米ドルである。男性の24,747米ドルに対して女性は19,688米ドルの平均的な収入がある。この郡の一人当たりの収入 (per capita income) は11,502米ドルである。総人口の26.90%、家族の20.80%は貧困線以下である。18歳未満の子どもの35.50%及び65歳以上の21.00%は貧困線以下の生活を送っている。

## 都市および町
- ダント (en:Dante, South Dakota)
- ゲディーズ (en:Geddes, South Dakota)
- レイクアンディーズ (en:Lake Andes, South Dakota)
- マーティ (en:Marty, South Dakota)
- ピックスタウン (en:Pickstown, South Dakota)
- プラット (en:Platte, South Dakota)
- ラヴィニア (en:Ravinia, South Dakota)
- ワグナー (en:Wagner, South Dakota)